# Huile de coco
L’huile de coco et l'huile de coprah sont des huiles végétales fabriquées à partir de l'albumen de la noix de coco. Elles sont utilisées dans différents domaines et l'huile de coprah sert tout particulièrement pour la fabrication du monoï.

## Production
L'huile de coco est commercialisée sous deux formes principales, selon son mode de production :
- l'huile de coco vierge est obtenue par pressage à froid de l'albumen frais de la noix de coco[2].
- l'huile de coco raffinée, dite huile de coprah, est obtenue par pressage à chaud de l'albumen séché[3] ; elle est raffinée et désodorisée. Elle est alors utilisée pour la fabrication du monoï[4], ou dans de nombreux produits agroalimentaires, dont la Végétaline.

## Composition
Très riche en acides gras saturés, l’huile raffinée de coprah est également très appréciée pour ses propriétés émollientes[réf. souhaitée].
| Composé                          | Famille d'acide gras | Teneur pour 100 g |
| -------------------------------- | -------------------- | ----------------- |
| Acide caproïque (saturé)         |                      | 0,6 g             |
| Acide caprylique (saturé)        |                      | 7,5 g             |
| Acide caprique (saturé)          |                      | 6 g               |
| Acide laurique (saturé)          |                      | 44,6 g            |
| Acide myristique (saturé)        |                      | 16,8 g            |
| Acide palmitique (saturé)        |                      | 8,2 g             |
| Acide stéarique (saturé)         |                      | 2,8 g             |
| Acide oléique (mono-insaturé)    | ω-9                  | 5,8 g             |
| Acide linoléique (poly-insaturé) | ω-6                  | 1,8 g             |
| Acides gras trans                |                      | 0,18 g            |
| Total acides gras saturés        |                      | 86,5 g            |
| Total acides gras mono-insaturés |                      | 5,8 g             |
| Total acides gras poly-insaturés |                      | 1,8 g             |
| Vitamine E                       |                      | 0,29 mg           |
| Vitamine K                       |                      | 0,5 µg            |

## Utilisation en produits d'hygiène

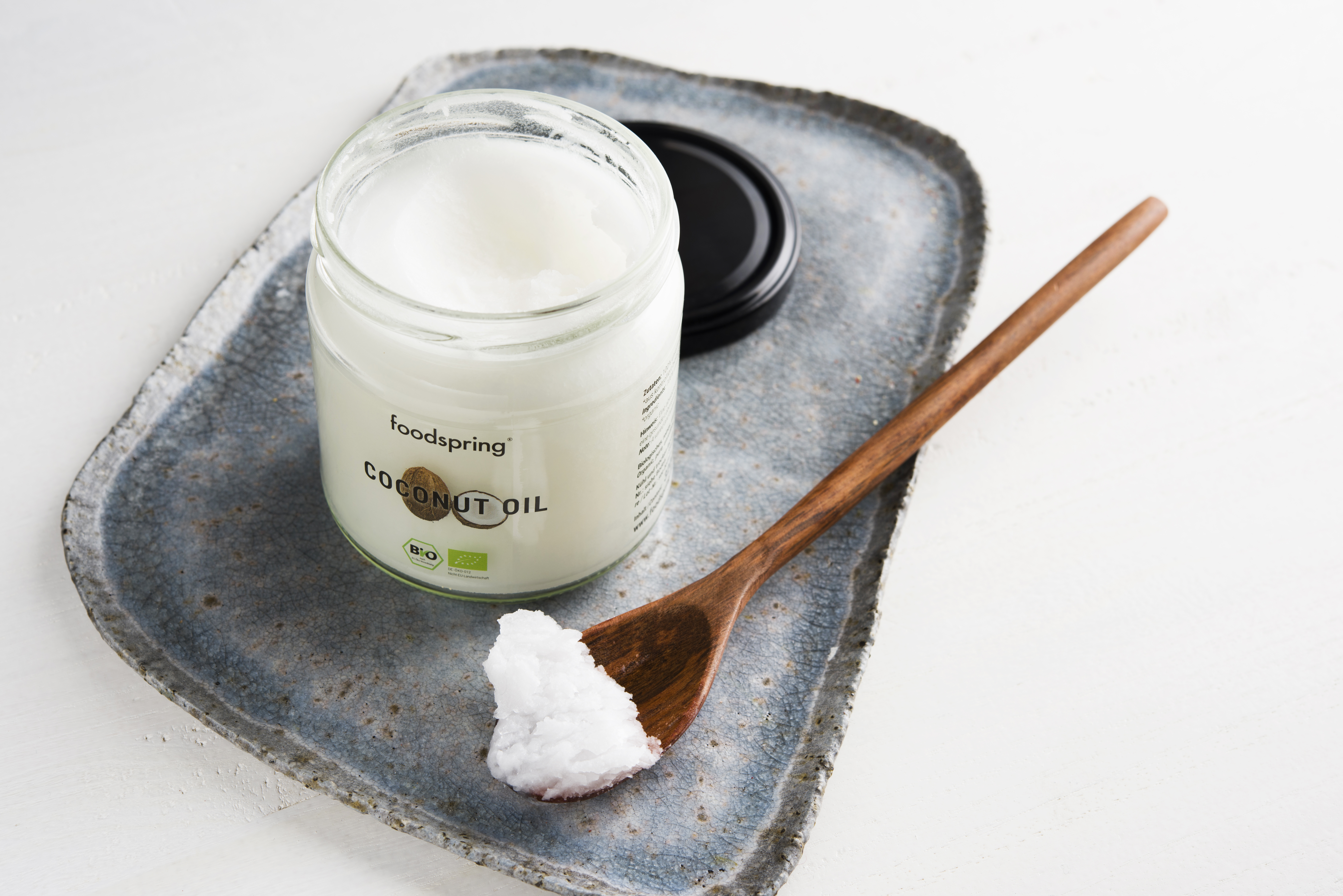
Huile de noix de coco biologique.

Selon des scientifiques français, l’huile de coco est capable de détruire la bactérie Streptococcus mutans qui colle aux dents et s'attaque à l'émail dentaire. Un mélange d'huile de coco et de bicarbonate de sodium peut ainsi être utilisé comme dentifrice[réf. nécessaire].
L'huile de coco peut également être utilisée comme soin nourrissant des cheveux et de la peau, ou comme alternative à la mousse à raser.
L'huile de coco est aussi utilisée pour la préparation et l'entretien des cordes dans le monde du Shibari (bondage).
L'huile de coco est également l'élément de base dans la fabrication du monoï (coco nucifera).

### Étude comparative
Une étude conjointe (chinoise, américaine et espagnole) récapitulative parue en 2017 met en évidence les effets bénéfiques de l'huile de noix de coco par rapport à une vingtaine d'autres huiles végétales, par l'application sur la peau (voie topique) pour les maladies de la peau et la restauration de l'homéostasie cutanée :  
| HUILE        | Réparation de la barrière cutanée | Effet anti-bactérien | Effet anti-inflammatoire | Effet anti-oxydant | Cicatrisation des plaies | Contre le vieillissement de la peau | Propriété anti-cancérigène |
| ------------ | --------------------------------- | -------------------- | ------------------------ | ------------------ | ------------------------ | ----------------------------------- | -------------------------- |
| Noix de coco | oui                               | oui                  | oui                      | oui                | oui                      | oui                                 | ?                          |
| Jojoba       | oui                               | effet possible       | oui                      | oui                | oui                      | oui                                 | ?                          |
| Olive        | non                               | ?                    | oui                      | oui                | oui                      | effet possible                      | oui                        |

## Production mondiale
| 1                | Philippines               | 1 341 000 |
| 2                | Indonésie                 | 880 000   |
| 3                | Inde                      | 320 400   |
| 4                | Viêt Nam                  | 167 101   |
| 5                | Mexique                   | 131 000   |
| 6                | Bangladesh                | 62 699    |
| 7                | Sri Lanka                 | 55 200    |
| 8                | Malaisie                  | 39 700    |
| 9                | Mozambique                | 30 200    |
| 10               | Thaïlande                 | 28 700    |
| 11               | Papouasie-Nouvelle-Guinée | 26 700    |
| 12               | Côte d'Ivoire             | 18 000    |
| 13               | Îles Salomon              | 14 719    |
| 14               | Nigeria                   | 13 256    |
| 15               | Tanzanie                  | 13 200    |
| 16               | Brésil                    | 11 886    |
| Source : FAOSTAT |                           |           |

## Utilisation alimentaire
Au niveau alimentaire, l'huile de coco tend à augmenter les taux de LDL cholestérol et de HDL cholestérol davantage que d'autres huiles végétales. Une étude de 2020 a abouti à un bilan de la consommation globalement négatif, faute de bénéfice en matière réduction du poids, de la consommation de sucre et faute d'effet sur l'inflammation.

## Utilisation thérapeutique
Des études américaines et canadiennes ont montré que l'ingestion d'huile vierge de noix de coco apporterait une amélioration des symptômes de la maladie d'Alzheimer et retarderait « l’apparition de l’Alzheimer chez des personnes à risque de développer la maladie », par « des effets antioxydants dans la protection des neurones » et en diminuant les plaques amyloïdes dans les cellules du cerveau.
Plusieurs études, in vitro, in vivo et clinique, montrent que l'huile de coco est aussi efficace que les médicaments de référence contre le candida albicans.